# Weltinnenpolitik
Als Weltinnenpolitik wird eine Politik bezeichnet, welche von besonders engen Verbindungen zwischen den Staaten der Erde ausgeht und dementsprechend multilateral ausgerichtet ist. In der Regel wird der Begriff im Kontrast zur klassischen Außenpolitik gesehen, die von einer stärker getrennten Innen- und Außensphäre im Politikgeschehen ausgeht. 
Der Begriff ist bereits länger bekannt, fand jedoch im Zuge der Globalisierung stärkere Verbreitung, da mit ihr teilweise die Bedeutung von nationalstaatlichen Grenzen abnimmt. Besonders häufig fällt der Begriff in außen- und sicherheitspolitischen Zusammenhängen, bei der Bewältigung von Migrationsproblemen und von Folgen der globalen Erwärmung.
Darüber hinaus wird er in weiteren, auf die gestiegene Interdependenz der internationalen Staatengemeinschaft hinweisenden Themenfeldern verwendet. Schwere, regionale Wirtschaftskrisen beispielsweise wirken sich unmittelbar auf den ganzen Globus aus, etwa die Asienkrise. Umweltverschmutzung, seit den 1970er Jahren ein Problem im Fokus der Öffentlichkeit, tritt ebenfalls häufig grenzüberschreitend auf und macht koordinierte Politik zwischen mehreren Ländern notwendig.
Unter den zeitgenössischen Politikern und Intellektuellen beziehen sich neben anderen beispielsweise Jürgen Habermas und Joschka Fischer auf Begriff und Vorstellung einer Weltinnenpolitik.